# 1807 au Bas-Canada
Cet article traite des événements survenus en 1807 au Bas-Canada. 

## Événements

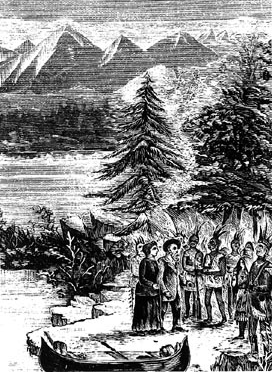
Rencontre de Jean-Baptiste Lagimodière et Marie-Anne Gaboury avec les premières nations.

- 7 janvier : Le gouvernement britannique décrète l'Ordre du conseil de 1807 qui met en place un blocus devant les ports français. Les relations avec les États-Unis neutres en seront affectés.
- 25 mars : Loi abolissant la traite des esclaves à travers tout l'empire britannique. Quoique l'esclavage va se poursuivre jusqu'en 1833.
- 11 avril : Ezekiel Hart, un riche marchand juif de Trois-Rivières, est élu député lors d’une élection partielle. Le 18 avril, le journal le Canadien publie la lettre d’un lecteur accusant le commerçant d’avoir ruiné certains citoyens. Le 1er février 1808, la Chambre critique l’assermentation du député parce qu’il a prêté serment sur la Bible et « que ce dernier ne [pouvait] prêter serment selon les exigences de la loi ». Le 20 février 1808, il est expulsé par l’Assemblée législative.
- Juin : L'explorateur David Thompson passe les Montagnes Rocheuses et va passer l'été à cartographier le bassin du Fleuve Columbia. Il contribue à fonder le poste de traite Kootanae House.
- 22 juin: Combat naval entre le navire britannique HMS Leopard et le navire américain USS Chesapeake. Les britanniques fouillent le navire américains après sa capture et ramènent des déserteurs dont Jenkin Ratford qui sera pendu à Halifax. L'Affaire Chesapeake-Leopard est un des premiers incidents menant à la Guerre de 1812.
- 29 août : James Henry Craig devient Gouverneur général des colonies de l’Amérique du Nord britannique (fin en 1811). Son administration autoritaire est parfois qualifiée de « règne de la terreur ». Son secrétaire Herman-Witsius Ryland, « un fanatique de la pire espèce », y serait pour quelque chose.
- 11 novembre : Nouvel ordre du conseil des britanniques forçant tous les navires voulant commercer en Europe d'accoster d'abord à un port de Grande-Bretagne.
- 22 décembre : Les États-Unis répliquent aux français et britanniques en imposant des Lois sur l'embargo. Celle-ci va entrainer une rupture du commerce avec les britanniques et ses colonies et la fermeture des ports américains.
- 29 décembre : Isobel Gunn (en) alias John Fubbister est une femme qui passe pour un homme. Elle travaille pour la Compagnie de la Baie d'Hudson et elle fait partie d'une expédition à la Rivière Rouge. Elle se fait surprendre comme femme lorsqu'elle donne naissance à un enfant. Elle est une des premières femmes blanches à travailler sur la Terre de Rupert.
- Le marché de la Place Royale à Montréal est transféré au marché neuf qui deviendra plus tard la Place Jacques Cartier.

## Naissances
- 23 janvier : Joseph Casavant, facteur d'orgue
- 28 janvier : Robert McClure, explorateur de l'Arctique
- 20 février : Patrice Lacombe, écrivain et notaire
- Mai : William Workman, homme d'affaires et maire de Montréal
- 31 août : John Young, gouverneur général du Canada
- 4 octobre : Louis-Hippolyte La Fontaine, premier ministre du Canada-Est
- 14 décembre : Francis Hincks, homme politique
- 24 décembre : Charles-Félix Cazeau, prêtre et secrétaire au diocèse de Québec
- Henry Sherwood, premier ministre du Canada-Uni
- Donald McMillan, politicien

## Décès
- 18 janvier : Joseph-Dominique-Emmanuel Le Moyne de Longueuil, militaire et seigneur
- 20 juillet : Jean-Marie Ducharme, traite des fourrures
- 3 septembre : Denis-Nicolas Foucault, administrateur colonial
- 14 septembre : George Townshend, officier militaire britannique
- 24 novembre : Joseph Brant, chef mohawk
- John Lees, premier député de Trois-Rivières